# Liza Burgess
Pour les articles homonymes, voir Burgess.
Pas d'image ? Cliquez ici

a Compétitions nationales et continentales officielles uniquement.

b Matchs officiels uniquement.
Liza Burgess, le 24 mars 1964 à Newport (pays de Galles), est une joueuse internationale galloise et britannique (en) de rugby à XV. Elle occupe ensuite des fonctions d'entraineuse, des avants de la sélection galloise et sélectionneuse des moins de 20 ans.
Elle est introduite au World Rugby Hall of Fame en 2018.

## Biographie
Le 12 septembre 2018, elle fait son entrée au World Rugby Hall of Fame, en compagnie de Stephen Larkham, Ronan O'Gara, Pierre Villepreux, Bryan Williams.
En septembre 2019, elle devient la première femme à devenir membre du conseil de la Welsh Rugby Union.